# Wollongong Wolves Football Club
Maillots
Le Wollongong Wolves Football Club, également connu sous son surnom « the Wolves », est un club australien de football basé à Wollongong.

## Historique
- 1980 : fondation du club sous le nom de Wollongong City
- 1996 : le club est renommé Wollongong Wolves
- 2007 : le club est renommé Wollongong FC
- 2009 : le club est renommé Wollongong Community FC
- 2010 : le club est renommé South Coast Wolves FC
- 2016 : le club est renommé Wollongong Wolves FC

1980-2007
2007-2009
2009-11/2009

## Palmarès
- Coupe des champions d'Océanie (1) 
  - Vainqueur : 2001

- Championnat d'Australie (2)
  - Champion : 2000, 2001

- Le club est classé 4e meilleur club de football océanien du XXe siècle par l'IFFHS